# Lycopodium annotinum

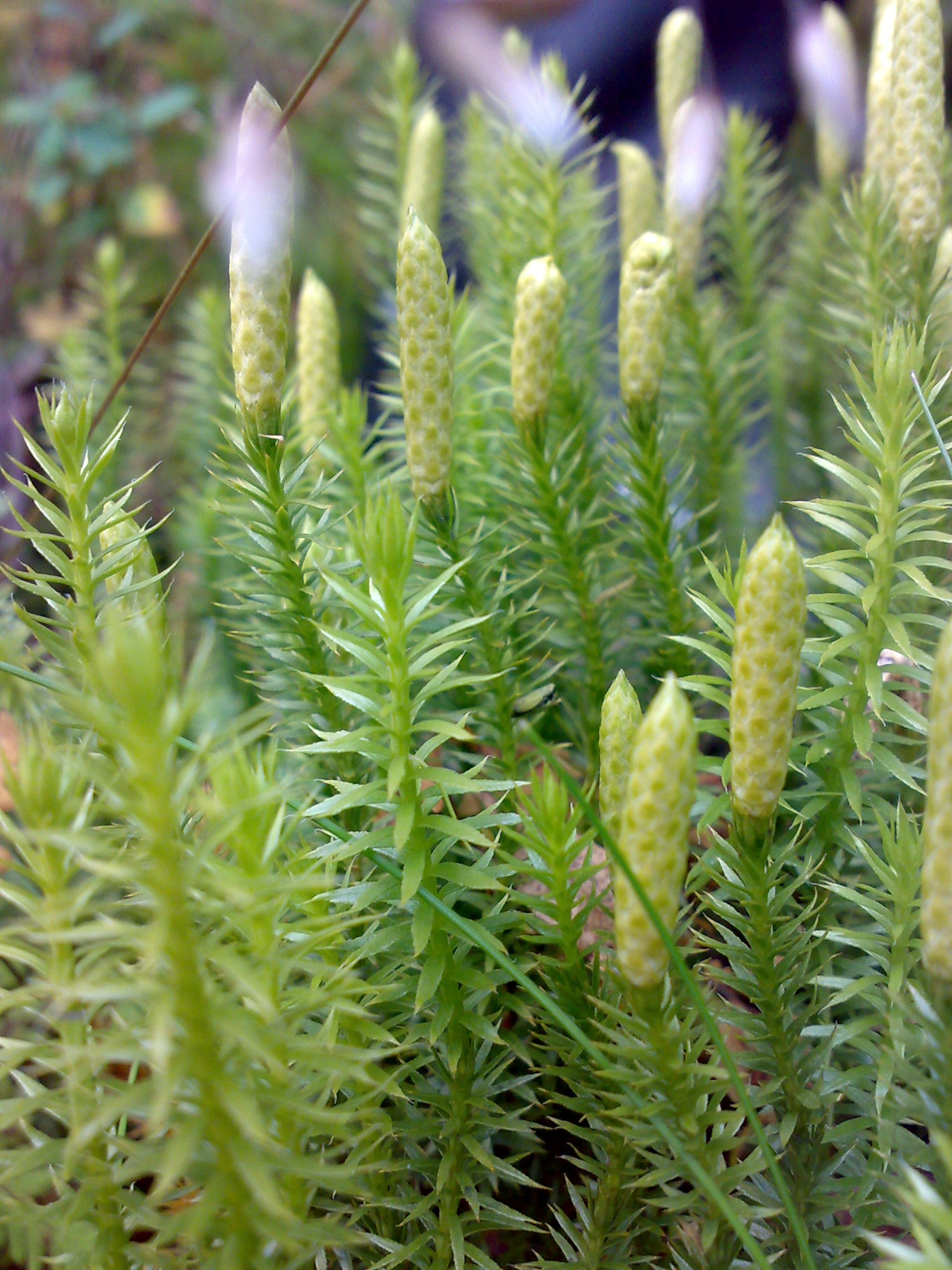
Ramificaciones y estróbilos terminales.

Lycopodium annotinum L., 1753 es una especie de Lycopodiophyta perteneciente a la familia Lycopodiaceae. Este vegetal de porte herbáceo se desarrolla desde el nivel del mar hasta los 1850 m s. n. m. en bosques cerrados de coníferas o bambúes de suelos silíceos de zonas húmedas y frías en todo el hemisferio norte. 
Anatómicamente esta planta está formada por un tallos rastrero formador de raíces de unión al sustrato. El tallo rastrero se encuentra cubierto de micrófilos y en él pueden observarse constricciones producidas por las etapas de crecimiento anual. Aunque no muy profusamente los tallos se dividen formando ramificaciones erectas de simetría radial. Estas ramificaciones secundarias portan también micrófilos insertados subhelicoidalmente en toda su longitud y en sus extremos se desarrollan estróbilos únicos y sésiles portadores de esporangios.

## Descripción
El talo del esporófito de Lycopodium annotinum está formado por una serie de tallos postrados de porte herbáceo que producen raíces en sus costados al contacto con el sustrato. Estos tallos presentan un diámetro variable de entre 1,2 y 1,6 mm y exhiben constricciones frecuentes que se corresponden con etapas anuales de crecimiento y que no aparecen en las ramas laterales. Los tallos postrados ramifican no muy profusamente en estructuras laterales con simetría radial de hasta 30 cm de longitud. Todas estas ramificaciones laterales se desarrollan verticalmente adquiriendo un porte erecto y dicotomizando varias veces, manteniendo siempre la verticalidad. Tanto los tallos principales rastreros como las ramificaciones erectas se encuentran completamente cubiertas por pequeñas estructuras fotosintéticas denominadas micrófilos de inserción subverticilada, en posición aplicada los de las zonas superiores y apicales de los tallos secundarios y en posición patente o refleja las de los tallos rastreros y zonas basales de las ramificaciones. Los micrófilos presentan una morfología linear a lanceolada, con entre 5 y 7 mm de longitud. El ápice de los micrófilos es siempre agudo y su margen es de entero a denticulado.
El cilindro vascular de la especie es una estela de tipo plectostela de maduración mesarca. Los haces de protoxilema de los tallos son independientes de las trazas foliares pertenecientes a los micrófilos, que aparecen sin orden aparente en los vasos. Esta característica, diferente a la que se observa en plantas superiores actuales, induce a pensar que desarrollo de los micrófilos en Lycopodium tuvo lugar de forma independiente a como lo hizo en los primeros vegetales poseedores de hojas verdaderas.
En el extremo de algunas de las ramificaciones secundarias erectas Lycopodium annotinum desarrolla unos estróbilos terminales de inserción sésil que alcanzan entre 1,5 y 3 cm de longitud. Los estróbilos de esta especie aparecen siempre solitarios a diferencia de los que poseen Lycopodium clavatum y otros representantes del género. Los estróbilos están formados por varios verticilos de estructuras escamosas denominadas esporófilos de morfología ovada a lanceolada con un ápice marcadamente agudo y margen dentado. Cada uno de los esporófilos protege un esporangio de dehiscencia apical productor de esporas subtetraédricas con ornamentación reticulada.

## Distribución y hábitat

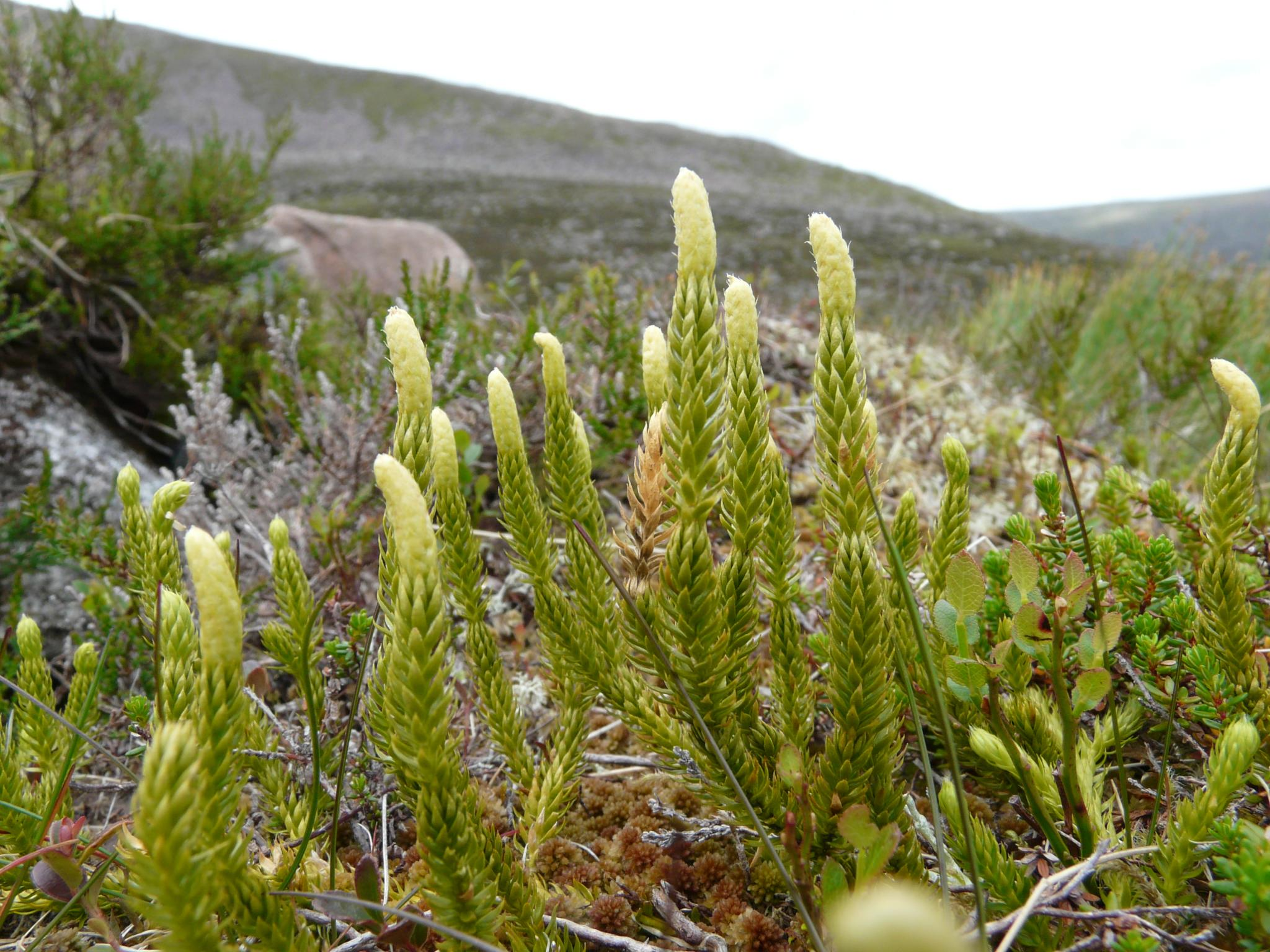

Lycopodium annotinum crece en bosques de coníferas, umbríos y húmedos, desarrollados en suelos silíceos de las zonas templadas y frías del hemisferio norte, desde el nivel del mar hasta los 1850 metros. Se conoce su presencia en Norteamérica (Groenlandia, Canadá y Estados Unidos), norte de Asia (Bután, China, India, Japón, Corea, Nepal y Rusia) y Europa (Gran Bretaña y toda la Europa continental salvo algunas regiones de la península balcánica y en Portugal). El amplio rango de distribución geográfica y altitudinal de la especie hace que se hayan identificado varios morfotipos o variedades como Lycopodium annotinum var. alpestre C. Hartman que poseería micrófilos más pequeños y de margen entero o Lycopodium annotinum var. pungens (Bachelot de la Pylaie) Desvaux con características similares pero más atenuadas e intermedias con la variedad nomenclatural Lycopodium annotinum var. annotinum.

## Toxicidad
Toda la planta posee varios alcaloides potencialmente peligrosos para la salud humana, especialmente el denominado licodina, y varios compuestos derivados de este como el alcaloide L9 y L10, aunque también la acrifolina, la annotinina, la annotoxina y varios más de estructura desconocida.

## Taxonomía
La especie Lycopodium annotinum fue descrita por Carl Von Linneo y publicada en Species Plantarum en 1753.
Sinonimia
- Lepidotis annotina (L.) P. Beauv., 1805[11]

- Lycopodium bryophyllum C. Presl, 1825[12]

- Spinulum annotinum (L.) A. Haines, 2003[13]